# Canton du Gosier-1
Le canton du Gosier-1 est une ancienne division administrative française, située dans le département de la Guadeloupe et la région Guadeloupe.

## Histoire
Le canton du Gosier-1 est créé par le décret n°85-131 du 29 janvier 1985 scindant le canton du Gosier.
Il est supprimé par le décret du 24 février 2014.

## Composition
Le canton du Gosier-1 comprenait une fraction de la commune du Gosier délimitée par la limite de la commune du Gosier avec la commune des Abymes de la mer au chemin communal 24 et l'axe des voies ci-après : chemin communal 24 de la commune des Abymes à la route nationale 4, route nationale 4 du chemin communal 24 à Grande-Ravine, chemin de Poucet-Gosier de Grande-Ravine au chemin rural de Dampierre, chemin rural de Dampierre du chemin de Poucet-Gosier à la mer (Anse-Vinaigre).

## Représentation
| Période | Période | Identité       | Étiquette   | Qualité |
| ------- | ------- | -------------- | ----------- | --- |
| 1985    | 1993    | Léopold Hélène | DVD UDR RPR | Médecin Maire du Gosier Député (1968-1973) Ancien conseiller général du Canton du Gosier (1965-1985)                                                         |
| 1993    | 2015    | Jacques Gillot | GUSR        | Médecin Sénateur (2011-2017) Ancien président du Conseil général (2001-2015) Ancien maire du Gosier (1989-2001) Elu en 2015 dans le nouveau Canton du Gosier |